# Liste der Einträge in das National Register of Historic Places im Doña Ana County
Diese Liste der Einträge im National Register of Historic Places im Doña Ana County enthält alle im Doña Ana County, New Mexico in das National Register of Historic Places eingetragenen Gebäude, Bauwerke, Objekte, Stätten oder historischen Distrikte.
Diese Liste entspricht dem Bearbeitungsstand des National Park Service/National Register of Historic Places vom 18. Oktober 2024.

## Legende
| NRHP | Historic Place                      |
| NHL  | National Historic Landmark          |
| NHLD | National Historic Landmark District |
| HD   | National Historic District          |

## Aktuelle Einträge
| [ 2 ] | Name                                                 | Bild                                                | Eintragsdatum                 | Lage | Ort                       | Beschreibung |
| ----- | ---------------------------------------------------- | --------------------------------------------------- | ----------------------------- | --- | ------------------------- | ------------ |
| 1     | Air Science                                          | Air Science                                         | 16. Mai 1989 ID-Nr. 88001546  | N. Horseshoe and Espina St., am Campus der New Mexico State University 32° 17′ 0″ N, 106° 45′ 19″ W                                | Las Cruces                |              |
| 2     | Alameda-Depot Historic District                      | Alameda-Depot Historic District                     | 11. Apr. 1985 ID-Nr. 85000786 | um den Pioneer Park und Erweiterung am Alameda Boulevard 32° 18′ 45″ N, 106° 47′ 1″ W                                              | Las Cruces                |              |
| 3     | Nestor Armijo House                                  | Nestor Armijo House                                 | 12. Dez. 1976 ID-Nr. 76001195 | Lohman Ave. und Church St. 32° 18′ 20″ N, 106° 46′ 35″ W                                                                           | Las Cruces                |              |
| 4     | Barela-Reynolds House                                | Barela-Reynolds House                               | 20. Jan. 1978 ID-Nr. 78001815 | in der Nähe der New Mexico State Road 292 32° 16′ 27″ N, 106° 47′ 43″ W                                                            | Mesilla                   |              |
| 5     | L.B. Bentley General Merchandise                     | L.B. Bentley General Merchandise                    | 22. März 2006 ID-Nr. 06000155 | 16125 Old Organ Main St. 32° 25′ 40″ N, 106° 35′ 55″ W                                                                             | Organ                     |              |
| 6     | Thomas Branigan Memorial Library                     | weitere Bilder                                      | 15. Sep. 2004 ID-Nr. 04000981 | 106 W. Hadley St. 32° 18′ 52″ N, 106° 46′ 48″ W                                                                                    | Las Cruces                |              |
| 7     | Camino Real-Rincon Arroyo-Perrillo Section           |                                                     | 8. Apr. 2011 ID-Nr. 11000172  | Adresse nicht veröffentlicht | Rincon                    |              |
| 8     | Camino Real-San Diego South                          |                                                     | 8. Apr. 2011 ID-Nr. 11000165  | Adresse nicht veröffentlicht | Rincon                    |              |
| 9     | Camino Real-San Diego North South Section            |                                                     | 8. Apr. 2011 ID-Nr. 11000166  | Adresse nicht veröffentlicht | Radium Springs            |              |
| 10    | Chope’s Town Cafe and Bar                            | Chope’s Town Cafe and Bar                           | 26. Mai 2015 ID-Nr. 15000262  | 16145 NM 28 32° 7′ 10,2″ N, 106° 42′ 22,3″ W                                                                                       | La Mesa                   |              |
| 11    | Doña Ana Village Historic District                   |                                                     | 27. Sep. 1996 ID-Nr. 96001042 | zwischen Doña Ana, der Interstate 25, New Mexico State Road 320 und Doña Ana School Rd. 32° 23′ 17″ N, 106° 48′ 56″ W              | Doña Ana                  |              |
| 12    | Paul Laurence Dunbar Elementary School               | weitere Bilder                                      | 7. Feb. 2017 ID-Nr. 100000630 | 325 Holguin Rd. 32° 7′ 5,6″ N, 106° 39′ 45,8″ W                                                                                    | Vado                      |              |
| 13    | Elephant Butte Irrigation District                   |                                                     | 8. Aug. 1997 ID-Nr. 97000822  | entlang der U.S. Route 85, zwischen der New Mexico State Road 90 und der Stadtgrenze von El Paso 32° 12′ 58″ N, 106° 57′ 31″ W     | Las Cruces                |              |
| 14    | Fort Fillmore                                        |                                                     | 30. Juli 1974 ID-Nr. 74001196 | östlich der Holy Cross Rd., südöstlich von Las Cruces 32° 15′ 28,4″ N, 106° 44′ 36″ W                                              | Las Cruces                |              |
| 15    | Fort Selden                                          | weitere Bilder                                      | 9. Juli 1970 ID-Nr. 70000401  | nördlich von Las Cruces 32° 29′ 45″ N, 106° 55′ 30″ W                                                                              | Radium Springs            |              |
| 16    | Foster Hall                                          | Foster Hall                                         | 16. Mai 1989 ID-Nr. 88001547  | S. Horseshoe und Sweet Street, am Campus der New Mexico State University 32° 16′ 53″ N, 106° 45′ 9″ W                              | Las Cruces                |              |
| 17    | Goddard Hall                                         | Goddard Hall                                        | 22. Sep. 1988 ID-Nr. 88001548 | S. Horseshoe Street, zwischen der Espina und Sweet Street, am Campus der New Mexico State University 32° 16′ 53″ N, 106° 45′ 13″ W | Las Cruces                |              |
| 18    | Green Bridge                                         | weitere Bilder                                      | 21. Aug. 2008 ID-Nr. 08000791 | 4100 Dripping Springs Road 32° 17′ 55,9″ N, 106° 43′ 12,5″ W                                                                       | Las Cruces                |              |
| 19    | Hadley-Ludwick House                                 | Hadley-Ludwick House                                | 3. Apr. 1991 ID-Nr. 91000352  | 2640 El Paseo 32° 16′ 59″ N, 106° 45′ 42″ W                                                                                        | Las Cruces                |              |
| 20    | International Boundary Marker No. 1, U.S. and Mexico | weitere Bilder                                      | 10. Sep. 1974 ID-Nr. 74001195 | westlich von El Paso, in der Nähe der Interstate 10 31° 47′ 2″ N, 106° 31′ 47,1″ W                                                 | Sunland Park              |              |
| 21    | Frank and Amelia Jones House                         | Frank and Amelia Jones House                        | 25. Juli 2014 ID-Nr. 14000444 | 18000 Castillo Road 32° 8′ 41,6″ N, 106° 43′ 1,6″ W                                                                                | La Mesa                   |              |
| 22    | La Mesilla Historic District                         | weitere Bilder                                      | 20. Juli 1982 ID-Nr. 82003323 | zwischen Calle del Norte, Calle del El Paso, Calle del Cura und Calleion Guerro 32° 16′ 49″ N, 106° 47′ 39″ W                      | Mesilla                   |              |
| 23    | Launch Complex 33                                    | weitere Bilder                                      | 3. Okt. 1985 ID-Nr. 85003541  | White Sands Missile Range 32° 24′ 4″ N, 106° 22′ 40″ W                                                                             | White Sands Missile Range |              |
| 24    | Mesilla Park Elementary School                       | weitere Bilder                                      | 23. Feb. 2015 ID-Nr. 15000039 | 304 Bell Avenue 32° 16′ 30,5″ N, 106° 46′ 10,2″ W                                                                                  | Las Cruces                |              |
| 25    | Mesilla Park Historic District                       |                                                     | 12. Apr. 2016 ID-Nr. 16000161 | zwischen der Bowman St., Union und University Avenue 32° 16′ 37,8″ N, 106° 46′ 8,5″ W                                              | Las Cruces                |              |
| 26    | Mesilla Plaza                                        | weitere Bilder                                      | 15. Okt. 1966 ID-Nr. 66000475 | südlich von Las Cruces, an der New Mexico State Road 28 32° 16′ 25″ N, 106° 48′ 15,8″ W                                            | Mesilla                   |              |
| 27    | Mesquite Street Original Townsite Historic District  | Mesquite Street Original Townsite Historic District | 1. Aug. 1985 ID-Nr. 85001669  | zwischen der E. Texas, Campo, Tornillo und E. Court Street 32° 18′ 31″ N, 106° 46′ 26″ W                                           | Las Cruces                |              |
| 28    | Our Lady of Purification Catholic Church             | weitere Bilder                                      | 27. Juni 1985 ID-Nr. 85001386 | Camino Real und 2nd Street 32° 23′ 14″ N, 106° 48′ 59″ W                                                                           | Doña Ana                  |              |
| 29    | Phillips Chapel CME Church                           | weitere Bilder                                      | 4. Aug. 2003 ID-Nr. 03000735  | 638 N. Tornillo Street 32° 18′ 54″ N, 106° 46′ 25″ W                                                                               | Las Cruces                |              |
| 30    | Rio Grande Bridge at Radium Springs                  | weitere Bilder                                      | 15. Juli 1997 ID-Nr. 97000734 | New Mexico State Road 185, über den Rio Grande 32° 29′ 11″ N, 106° 55′ 31,1″ W                                                     | Radium Springs            |              |
| 31    | Rio Grande Theatre                                   | weitere Bilder                                      | 2. Jan. 2004 ID-Nr. 03001352  | 211 N. Downtown Mall 32° 18′ 38″ N, 106° 46′ 42″ W                                                                                 | Las Cruces                |              |
| 32    | San Jose Church                                      | San Jose Church                                     | 21. Jan. 1993 ID-Nr. 92001817 | 317 Josephine Street 32° 7′ 23″ N, 106° 42′ 15,8″ W                                                                                | La Mesa                   |              |
| 33    | Summerford Mountain Archeological District           |                                                     | 22. Jan. 2007 ID-Nr. 06001302 | Adresse nicht veröffentlicht | Radium Springs            |              |
| 34    | Tortugas Pueblo Fiesta of Our Lady of Guadalupe      |                                                     | 7. Aug. 2017 ID-Nr. 100001437 | zwischen der Emilia Rd., E. Guadalupe St., Juan Diego Ave. und Stern Drive 32° 16′ 10,9″ N, 106° 45′ 10,4″ W                       | Tortugas                  |              |
| 35    | University President’s House                         | University President’s House                        | 16. Mai 1989 ID-Nr. 88001549  | University Avenue, zwischen der Espina und Solano Street, am Campus der New Mexico State University 32° 17′ 2″ N, 106° 45′ 15,8″ W | Las Cruces                |              |